# 疯狂的蠢贼
《疯狂的蠢贼》（英語：Crazy Stupid Thief），2012年3月1日在中国大陆上映的剧情片。

## 剧情
该片围绕争夺“遗产”而展开。
乐爷是来自香港的一个小混混，因为欠下香港龙哥50万元的高利贷而堕入大陆小宝的家里。他骗吃骗喝，嗜好泡妞。龙哥只给了他25天时间就得还钱。他居住在房东坤姐的租房里。
小宝为了让乐爷带他去香港，被乐爷忽悠每天上课，但是没有当黑社会的天赋，经常挨揍。
两人为了金钱，打算去偷窃某集团董事长王世雄的金钱。两人跑到王世雄的房间，却遭遇到了被某集团董事长王世雄儿子杰克雇用的东南亚第一杀手查尔斯。乐爷拿着水果刀恐吓了王世雄一下，他的心脏病发作，顿时晕倒，正好倒在查尔斯的电笔上而受伤，后辈公司人员发现送入医院脱离死亡而昏迷。
某集团董事长王世雄的儿子杰克看到父亲昏迷处于将死状态，急于得到父亲的遗产，准备把妹妹王诗宜从世界上抹去。他父亲的律师朱律师后来告诉他：如果兄妹二人其中一人发生意外，则遗产捐献给慈善机构。
查尔斯冒充东南亚第一杀手Blue到处接单替人投篮解决事情。杰克花钱雇用查尔斯去绑架自己的妹妹。在绑架中，王诗宜被乐爷救得，却失去了记忆变得疯疯癫癫。
乐爷带着王诗宜去拿钱，却又遭遇到了杰克和手下田基，双方对打之时，查尔斯也横冲而来，三方乱打，最后乐爷获得了胜利。

## 主题
该片深度剖析了中国大陆社会目前存在的各种肮脏、污点、弊端，表现出了“坏人”对美好幸福生活的向往和追求。影片以大团圆来结束，符合中国观众的文化审美观。

## 演员

### 主演
| 演员   | 角色   | 备注                                   |
| 吴镇宇 | 乐爷   | 欠债跑路的香港小混混                   |
| 林雪   | 查尔斯 | 东南亚第一杀手——Blue(山寨版)           |
| 颖儿   | 王诗宜 | 某集团董事长的女儿，富二代女孩         |
| 彭波   | 小宝   | 香港小混混的跟班，梦想去香港，一个蠢贼 |
| 高军   | 王世雄 | 某集团董事长                           |
| 连晋   | 杰克   | 某集团董事长的儿子，人称：太子爷       |
| 王太利 | 田基   | 太子爷的手下，闷骚助理，喜欢勾搭女性   |

### 特别演员
| 演员     | 角色 | 备注               |
| 董立范   | 坤姐 | 房东太太           |
| 辣妈点点 | 阿姗 | 房东太太坤姐的女儿 |
| 酱爆     |      |                    |

### 友情演员
| 演员 | 角色   | 备注                     |
| 那威 | 朱律师 | 某集团董事长王世雄的律师 |
| 高军 |        |                          |

## 特色
该片使用了多数的网络新兴语言和方言，如：天津话、港式普通话、东北话都增加了与观众的亲和力。

## 制作
该片亮相了哈尔滨第24届哈尔滨冰雪电影节。
该片中，颖儿首次最大尺度的挑战床戏。

## 票房
该片在中国大陆各地上映都取得了不错的票房，北京四十余家电影院如北京首都电影院、UME华星国际影城、万达CBD影城等的上座率都高达九成；山西太原中影新影都、江苏徐州银座影城、江苏无锡万达国际影城、山东东营新华鲁信影城、四川成都太平洋影城、湖南长沙万达国际影城的上座率也爆满。金马影帝吴镇宇、颖儿和彭波三地签售为票房打气造势。

## 评价
观众评价它为：“嬉笑怒骂要有文章在里面，或者说嬉闹剧里面要有喜悲交融，是有杂糅各种元素的，这一点《蠢贼》做的很纯粹。”
传媒人于洋赞美王太利说：“大胆展示自己男人的身材，滑稽的表演，让人对他又有新的认识了。”
影评人图宾根木匠：“喜欢这部影片的人，应该会很喜欢，不喜欢的，那就会很不喜欢。”
被金掃帚獎選為「最令人失望的中小成本影片」之一，不過製片李明揚大度出席頒獎典禮，成為金掃帚獎有史以來第一位領獎人，并念了长达3分钟的“道歉信”。李明阳说：「我看到这个奖项的发起人程青松在网上说，如果今年再无人来领奖明年就不办了，为了这个奖能继续办下去，我‘厚颜无耻’地来了。通过这次得奖，我会总结经验，用这把金扫帚扫去自身的浮躁与尘埃。」

## 外部連結
- 開眼電影網上《疯狂的蠢贼》的資料（繁體中文）
- 香港影庫上《疯狂的蠢贼》的資料（繁體中文）
- 时光网上《疯狂的蠢贼》的資料（简体中文）
- 豆瓣电影上《疯狂的蠢贼》的資料 （简体中文）
- 互联网电影数据库（IMDb）上《疯狂的蠢贼》的资料（英文）